# Autosnelweg Tit Mellil - Berrechid
De autosnelweg Tit Mellil - Berrechid  is een 31 km lange Marokkaanse autosnelweg die de Tit Mellil verbindt met  Berrechid. De autosnelweg verbetert ook de bereikbaarheid van Internationale luchthaven Mohammed V en ontlast de ringweg van Casablanca. De snelweg maakt verbinding met de snelwegen richting Marrakesh en Beni Mellal. Het is de eerste snelweg die meteen 2×3 rijstroken krijgt. De opening van de hele snelweg staat gepland voor 2026. De totale bouwkosten wordt geschat op 2,5 miljard dirhams.

## Initiële doel
Het initiële doel was om dit snelwegsegment van Tit Mellil - Berrechid al in 2014 te realiseren. Echter, de opkomst van het project voor de tweede Rabat - Casablanca snelweg, ook wel de continentale snelweg genoemd in het nieuwe Marokkaanse snelwegprogramma, heeft dit project vertraagd in afwachting van de nodige aanpassingen aan de noordkant bij Tit Mellil. Aan de zuidkant bij Berrechid, aangezien de Berrechid - Beni Mellal en de Casablanca - Agadir snelwegen al voltooid zijn, zal dit de lancering van het eerste segment van de Tit Mellil - Berrechid snelweg mogelijk maken over een lengte van 9 km vanaf 2016, waarvoor de aanbesteding is uitgegeven door ADM op 2 december 2015 met een opening van de biedingen op 13 januari 2016. Het budget voor dit eerste deel is vastgesteld en goedgekeurd in de financiële wet van 2016 en bedraagt 800 miljoen dirhams.

## Doel
Met een totale lengte van 31 km, heeft de Tit Mellil - Berrechid snelweg als doel om de verzadigde ontsluitingswegen van Casablanca te ontlasten. Het zal ook, dankzij de ringweg van Casablanca, een gemakkelijkere toegang bieden tot de verschillende buitenwijken van Groot-Casablanca. In afwachting van de start van het tweede deel van de snelweg aan de noordkant, bereidt ADM zich voor om de Casablanca - Berrechid snelweg vanaf 2016 te verbreden tegen een kostprijs van 2,5 miljard dirhams.

## Traject
| Trajectnr. | Startpunt | Eindpunt   | Lengte (km) |
| ---------- | --------- | ---------- | ----------- |
| 1          | Berrechid | Deroua     | 11          |
| 2          | Deroua    | Médiouna   | 10          |
| 3          | Médiouna  | Tit Mellil | 10          |

## Op- en afritten
| Element      | Traject                               |
| ------------ | ------------------------------------- |
| Knooppunt    | A3 A4 Berrechid Marrakesh Beni Mellal |
| Op- en afrit | Internationale luchthaven Mohammed V  |
| Op- en afrit | Médiouna                              |
| Knooppunt    | A1 Tit Mellil Casablanca Rabat        |

A1 · A2 · A3 · A4 · A5  · A7 

Société Nationale des Autoroutes du Maroc